# Románia tartományai
1950 és 1968 között Románia közigazgatási egységei a tartományok voltak, amelyeket szovjet mintára és nyomásra vezettek be. A tartományok kialakításánál elsődlegesen gazdasági szempontok játszottak szerepet, a történelmi hagyományok figyelmen kívül hagyásával. A rajonokra osztott tartományi rendszer nem hozta az elvárt gazdasági fejlődést, és meg is szüntették, amint az ország mozgásterének bővülése ezt lehetővé tette. A magyar kisebbség számára autonómiát biztosító tartományt szovjet nyomásra állították fel, és Sztálin halála után arra törekedtek, hogy működtetését formálissá tegyék.

## Története

### 1950–1952

Az 1950-ben létrehozott közigazgatási felosztás

Az 1948-as román alkotmány megtartotta a két világháború közötti közigazgatási rendszert; ennek megfelelően az ország 58 megyére, 424 járásra és 6248 községre tagolódott. 1950. júniusban a Román Munkáspárt Központi Vezetősége és a Minisztertanács tanácskozásán elhatározták, hogy a megyerendszer felszámolásával olyan közigazgatási felosztást hoznak létre, amely segíti a szocializmus építését. A hivatalos indoklás szerint a változtatás okai a következők voltak:
- A megyerendszer a kizsákmányoló osztályok érdekeit szolgálja.
- A megyék területe, lakosságszáma és fejlettségi szintje nagyon különböző.
- A megyeszékhelyek kiválasztásánál a régi uralkodó osztály kerülte a munkásközpontokat.
- A megyehatárok földrajzilag egységes területeket vágnak ketté.

Az új közigazgatási rendszer szovjet mintára készült; az előkészítő anyagot Moszkvából kapták. Az új közigazgatási egységek kialakításánál és a székhelyek kijelölésénél a gazdasági szempontok voltak elsődlegesek. Arra törekedtek, hogy minden tartományba kerüljön egy ipari központ (a majdani székhely), amelyet mezőgazdasági övezet vesz körül, és biztosítva legyen a közlekedés az ipari és mezőgazdasági övezetek között, illetve a szomszédos tartományokkal. A közigazgatási reform előkészítésére egy bizottságot hoztak létre, amelynek elnökévé Teohari Georgescut nevezték ki; a munkálatokba bevonták a Román Akadémia földrajztudományi intézetének szakértőit is.
Az 1950. szeptemberben elfogadott 5. számú törvény négy szintű közigazgatási felosztást vezetett be 28 tartománnyal, 177 rajonnal, 360 járással és 4052 községgel. A tartományok területe nagyjából kétszerese lett az addigi megyékének. Számos nagymúltú várost (például Balázsfalva, Nagyszeben, Segesvár) mellőztek a közigazgatási egységek székhelyeinek kijelölése során, mondván, hogy „polgári” és „reakciós” jellegűek. Erdélyben a tartományokat úgy alakították ki, hogy csökkentsék a magyarok részarányát; a tizenegy erdélyi tartományból 9 román többségű lett. A közigazgatási reformmal egyidejűleg nagy mértékű személycserék zajlottak le a helyi közigazgatásban.

### 1952–1956

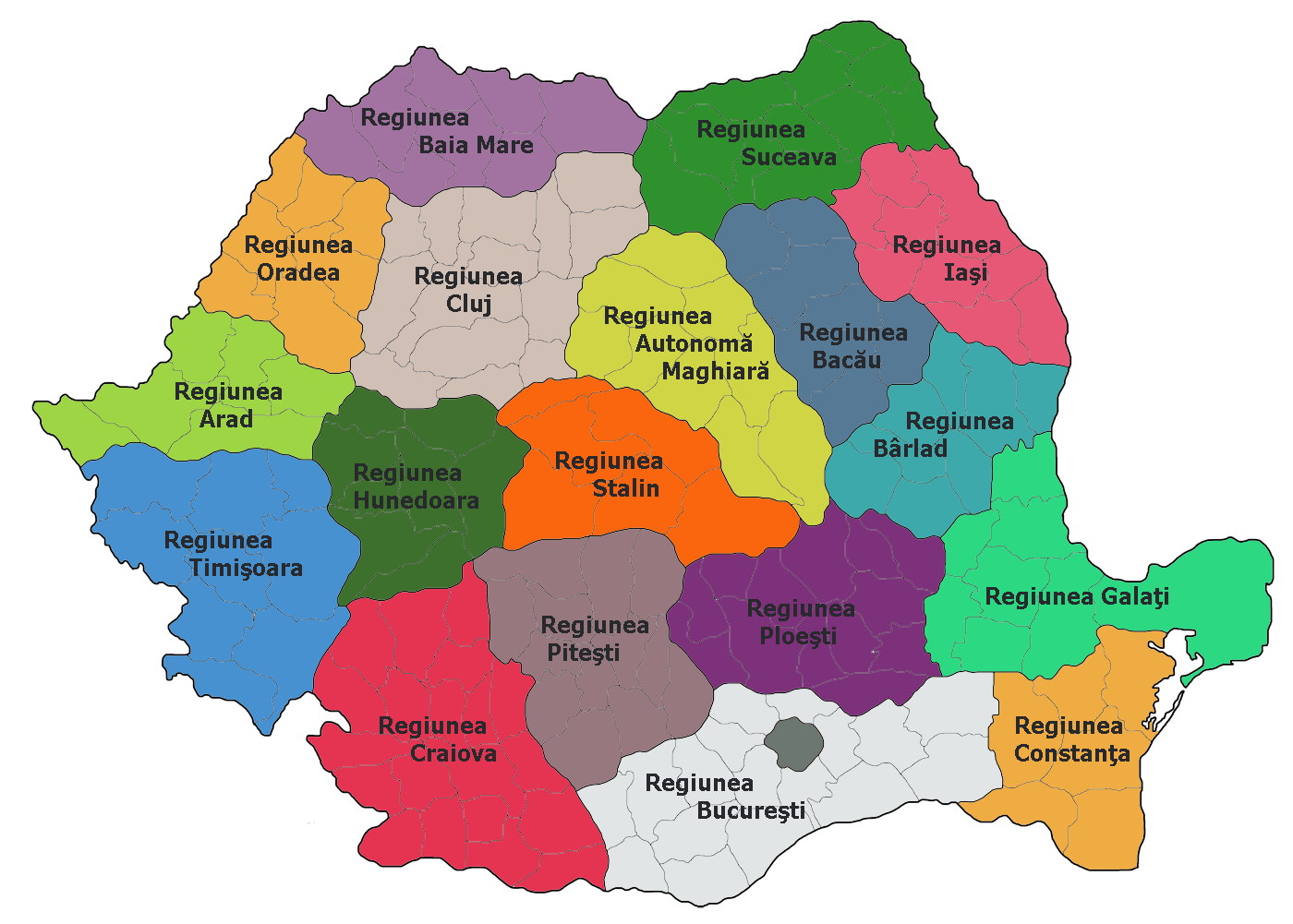
A tartományok 1952–1956 között

1950 és 1952 között az új, szovjet mintájú alkotmány kidolgozásával összefüggésben merült fel a közigazgatási rendszer módosítása. 1951. szeptemberben két szovjet tanácsadó Feljegyzés  az  Erdélyben létrehozandó magyar autonóm tartományról című memorandumot juttatott el Gheorghe Gheorghiu-Dej pártfőtitkárhoz, amelyben részletes javaslatot tettek a felállítandó Magyar Autonóm Tartomány határairól is. Ennek nyomán az 1952-es új alkotmány (amelynek végleges szövegét Moszkvában fogalmazták meg) rendelkezett a Magyar Autonóm Tartomány létrehozásáról, amelynek székhelye Marosvásárhely, rajonjai Csík, Gyergyó, Udvarhely, Szászrégen, Erdőszentgyörgy, Sepsiszentgyörgy, Marosvásárhely, Kézdivásárhely, Maroshévíz voltak. A rajonok közül kettő, Szászrégen és Maroshévíz, román többségű volt, és nem tartozott a történelmi Székelyföldhöz.  Az 5/1950-es törvény módosításáról szóló 331/1952-es rendelet 28-ról 18-ra csökkentette a tartományok számát, amelyek 183 rajonra és 4096 községre tagolódtak. Több névváltoztatásra is sor került: kevés kivétellel a tartományok a székhely nevét kapták, és több bukaresti rajont a munkásmozgalom számára fontos történelmi eseményekről neveztek el.

### 1956–1960

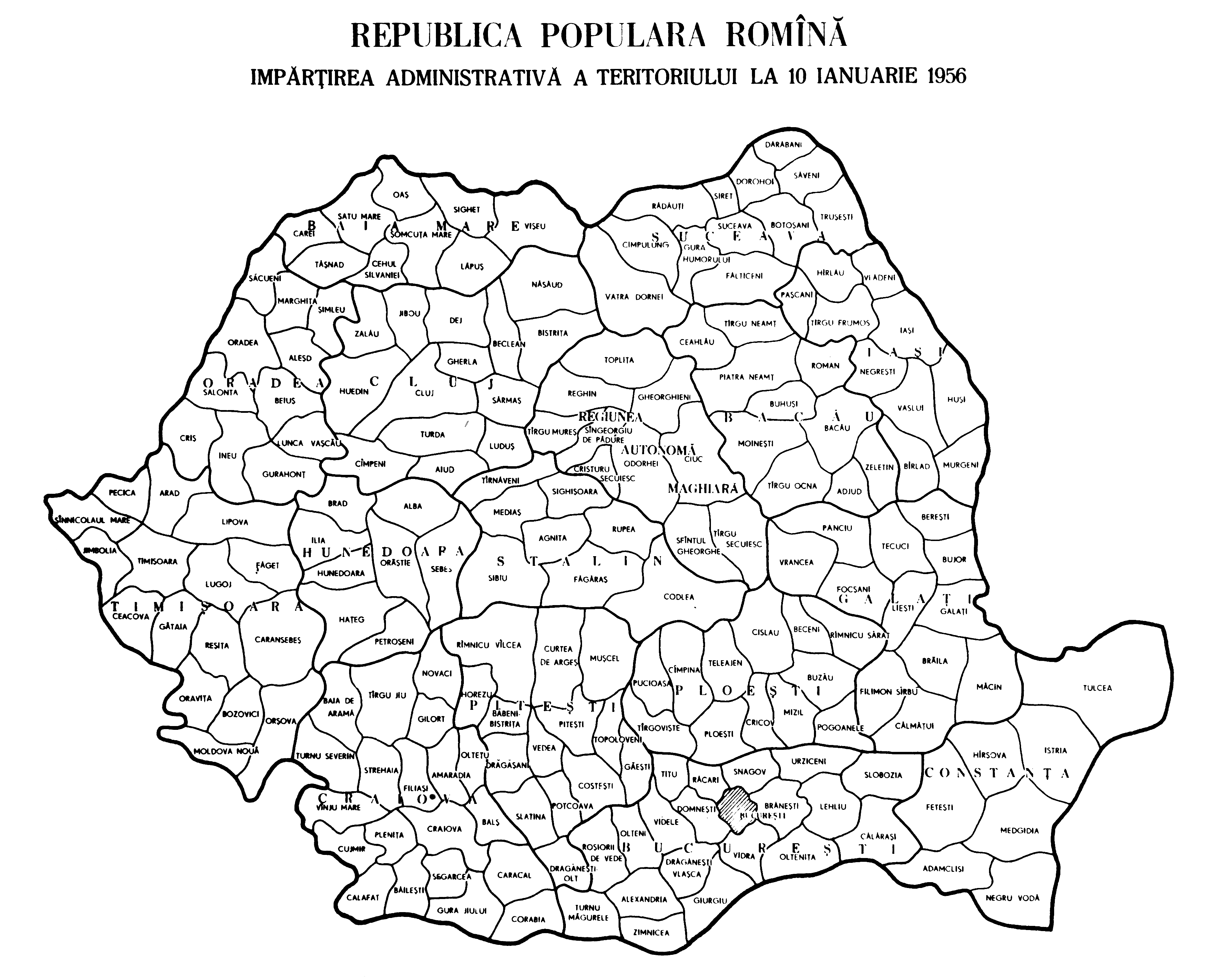
A tartományok és rajonok az 1956. január 10-i módosítás után

A 12/1956-os rendelet tovább csökkentette a tartományok számát: Arad tartományt felosztották Temesvár és Nagyvárad tartományok között (ezzel Temesvár tartományban kis mértékben csökkent a magyarok aránya), illetve Bârlad tartományt felosztották Galați, Bákó és Iaşi tartományok között. Ugyanezzel a rendelettel néhány tartományok közötti határ is megváltozott, például Tulcea rajon Galați tartománytól Constanța tartományhoz, Drăgăneşti-Olt Bukarest tartománytól Piteşti tartományhoz, Urziceni rajon Ploieşti tartománytól Bukarest tartományhoz került, Románvásár rajon Iaşi tartománytól Bákó tartományhoz került. A rajonok szintjén majdnem minden tartományban történt változás. Összességében az új felosztás szerint 16 tartomány, 192 rajon és 4313 község létezett.
A tartományokon belül kisebb módosításokra került sor az 548/1956-os, 652/1956-os, 413/1958-as, 431/1958-as, 164/1959-es, 423/1959-es, 431/1959-es, 297/1960-as, 299/1960-as illetve 310/1960-as rendeletekkel.

### 1960–1968

A tartományok 1960–1968 között

Miután 1958-ban a szovjet csapatok elhagyták Romániát, Gheorghe Gheorghiu-Dej politikája irányt változtatott; a sztálini típusú kommunizmus helyett a nemzeti kommunizmus felé fordult. Ezt tükrözte a 2/1960-as törvénnyel végrehajtott alkotmánymódosítás, valamint a 3/1960-as törvénnyel bevezetetett közigazgatási reform is. A legnagyobb változás a Magyar Autonóm Tartományt érintette, amelynek a déli rajonjait (Sepsiszentgyörgy és Kézdivásárhely) Brassó tartományhoz csatolták, megkapta viszont Marosludas rajont Kolozs tartománytól és Dicsőszentmárton rajont Brassó tartománytól. A Maros-Magyar Autonóm Tartománynak átnevezett közigazgatási egység területe a 13 500 négyzetkilométerről 12 250 négyzetkilométerre, benne a magyarok aránya 76,95%-ról 61,1%-ra csökkent. Dobrudzsa tartományt úgy alakították át, hogy megkapta Măcin rajont Galaţi tartománytól, Feteşti rajont pedig átadta Bukarest tartománynak, így nyugati határa a Duna lett. Az eddig a székhelyükről elnevezetett tartományok egy része történelmi nevet kapott (például Bánát, Máramaros, Olténia, Dobrudzsa). A tartományok száma változatlanul 16 maradt; ezek 142 rajonra voltak felosztva.
Az 1968-ig tartó időszakban a közigazgatási felosztás viszonylag állandó maradt. A néhány bekövetkezett módosítás csak a rajonok, községek és városok szintjén következett be.

### 1968-tól
1965-ben létrehoztak egy bizottságot, amely kidolgozta az ország új közigazgatási felosztását. A bizottság munkája során tanulmányozta a korábban létező közigazgatási rendszereket illetve ezek tervezeteit; az eredmény több tekintetben hasonlított az 1949–1950-ben kidolgozott tervekhez. Az 1968. február 16-án elfogadott 2/1968-as törvény a tartományok helyett 39 megyét jelölt ki, és a rajonokat megszüntette.

## Tartományok
| 1950–1952 | Székhelye        | 1952–1956      | 1956–1960      | 1960–1968            | Megjegyzés                                            |
| --------- | ---------------- | -------------- | -------------- | -------------------- | ----------------------------------------------------- |
| Arad      | Arad             | Arad           |                |                      | felosztották Nagyvárad és Temesvár tartományok között |
| Argeș     | Pitești          | Pitești        | Pitești        | Argeș                |                                                       |
| Bákó      | Bákó             | Bákó           | Bákó           | Bákó                 |                                                       |
| Bârlad    | Barlád           | Bârlad         |                |                      | felosztották Galați, Bákó és Iași tartományok között  |
| Bihar     | Nagyvárad        | Nagyvárad      | Nagyvárad      | Krisána              |                                                       |
| Botoșani  | Botosán          |                |                |                      | Suceava tartományhoz csatolták                        |
| Bukarest  | Bukarest         | Bukarest       | Bukarest       | Bukarest             |                                                       |
| Buzău     | Bodzavásár       |                |                |                      | összevonták Prahova tartománnyal                      |
| Constanța | Konstanca        | Constanța      | Constanța      | Dobrudzsa            |                                                       |
| Dolj      | Craiova          | Craiova        | Craiova        | Olténia              |                                                       |
| Galați    | Galați           | Galați         | Galați         | Galați               |                                                       |
| Gorj      | Zsilvásárhely    |                |                |                      | beolvasztották Craiova tartományba                    |
| Hunyad    | Déva             | Hunyad         | Hunyad         | Hunyad               |                                                       |
| Ialomița  | Călărași         |                |                |                      | felosztották Bukarest és Constanţa tartományok között |
| Iași      | Jászvásár        | Iași           | Iași           | Iași                 |                                                       |
| Kolozs    | Kolozsvár        | Kolozs         | Kolozs         | Kolozs               |                                                       |
| Maros     | Marosvásárhely   | Magyar Autonóm | Magyar Autonóm | Maros-Magyar Autonóm |                                                       |
| Nagybánya | Nagybánya        | Nagybánya      | Nagybánya      | Máramaros            |                                                       |
| Prahova   | Ploiești         | Ploiești       | Ploiești       | Ploiești             |                                                       |
| Putna     | Foksány          |                |                |                      | felosztották Bârlad és Bákó tartományok között        |
| Radna     | Beszterce        |                |                |                      | felosztották Kolozs és Nagybánya tartományok között   |
| Suceava   | Moldvahosszúmező | Suceava        | Suceava        | Suceava              |                                                       |
| Szeben    | Nagyszeben       |                |                |                      | összevonták Sztálin tartománnyal                      |
| Szörény   | Karánsebes       |                |                |                      | Temesvár tartományhoz csatolták                       |
| Sztálin   | Sztálinváros     | Sztálin        | Sztálin        | Brassó               |                                                       |
| Temesvár  | Temesvár         | Temesvár       | Temesvár       | Bánát                |                                                       |
| Teleorman | Roșiorii de Vede |                |                |                      | Bukarest tartományhoz csatolták                       |
| Vâlcea    | Râmnicu Vâlcea   |                |                |                      | Piteşti tartományhoz csatolták                        |